# Приреченское (Павлодарская область)
Приреченское (каз. Приреченское, прежние названия — Жданово, Ленинградское) — село в Актогайском районе Павлодарской области Казахстана. Административный центр Приреченского сельского округа. Расположено на левом берегу реки Иртыш в 120 км к северо-западу от Павлодара и в 4 км к северо-западу от Актогая на автотрассе Павлодар — Иртышск. Код КАТО — 553253100.

## История
Село было центральной усадьбой бывшего зернового совхоза имени Жданова, образованного в 1954 году на землях колхозов имени Ленина, имени Куйбышева, «Жанабет» и заготскота. В 1961 году в состав совхоза вошла большая часть земель колхоза имени Ленина. В 1989 году совхоз имени Жданова был переименован в «Ленинградский», а в 1993 году — в совхоз «Акбидай»

## Население
В 1985 году в селе жили 1415 человек, в 1999 году население села составляло 976 человек (483 мужчины и 493 женщины). По данным переписи 2009 года, в селе проживало 719 человек (341 мужчина и 378 женщин).